# Sigurd Hansson (företagsekonom)
Sigurd Hansson, född den 20 mars 1929 i Bäckseda församling i Småland, död 4 april 2016 i Lund, var en svensk företagsekonom. Han var lektor i företagsekonomi vid Lunds universitet och skrev ett flertal böcker inom sitt ämne.